# Långtjärnen (Arvidsjaurs socken, Lappland, 725540-164422)
Långtjärnen är en sjö i Arvidsjaurs kommun i Lappland och ingår i Skellefteälvens huvudavrinningsområde.